# 1988 في البرتغال
فيما يلي قوائم الأحداث التي وقعت خلال عام 1988 في البرتغال.

## رياضة
- 25 سبتمبر – جائزة البرتغال الكبرى 1988 الفائز ألن بروست.

## مواليد

### يناير
- 1 يناير – بيدرو أوليفيرا سبّاح برتغالي.
- 4 يناير – بيدرو تريغويرا لاعب كرة قدم برتغالي.[1]
- 5 يناير – ياجو فرنانديز لاعب كرة قدم برتغالي.[2]
- 10 يناير – فيليبي دا كوستا لاعب كرة قدم برتغالي.
- 13 يناير – تياغو تيروسو لاعب كرة قدم برتغالي.[3]
- 14 يناير – هوغو فينتورا لاعب كرة قدم برتغالي.[4]
- 18 يناير – جواو غونسالفيس لاعب كرة قدم برتغالي.[5]

### فبراير
- 1 فبراير – تياجو بينتو لاعب كرة قدم برتغالي.[6]
- 6 فبراير – كارلوس ألفيس لاعب كرة قدم برتغالي.[7]
- 15 فبراير – روي باتريسيو لاعب كرة قدم برتغالي.[8]
- 15 فبراير – فابيو بايم لاعب كرة قدم برتغالي.[9]
- 23 فبراير – سيرجيو سيميدو لاعب كرة قدم برتغالي.[10]
- 25 فبراير – دانييل كاندياس لاعب كرة قدم برتغالي.[11]
- 28 فبراير – جواو ديوغو لاعب كرة قدم برتغالي.[12]

### مارس
- 2 مارس – برونو بيريرينها لاعب كرة قدم برتغالي.[13]
- 11 مارس – فابيو كوينتراو لاعب كرة قدم برتغالي.[14]
- 16 مارس – أوكرا لاعب كرة قدم برتغالي.[15]
- 18 مارس – مارسيلو سانتياغو لاعب كرة قدم برتغالي.[16]
- 22 مارس – جواو بيدرو موريرا مينديز لاعب كرة قدم برتغالي.[17]
- 31 مارس – بيدرو ماركيز لاعب كرة قدم برتغالي.[18]

### أبريل
- 2 أبريل – أندريه كاسترو لاعب كرة قدم برتغالي.[19]
- 8 أبريل – ماركوس فريتاس لاعب تنس طاولة برتغالي.
- 18 أبريل – كلوديا نيتو لاعبة كرة قدم.[20]
- 22 أبريل – بيدرو ميغيل مارتينز سانتوس لاعب كرة قدم برتغالي.[21]
- 23 أبريل – مونيكا غونسالفيس لاعبة كرة قدم.[22]
- 25 أبريل – فاسكو كامبوس لاعب كرة قدم برتغالي.[23]

### مايو
- 22 مايو – فابيو مانويل ماتوس سانتوس لاعب كرة قدم برتغالي.[24]
- 26 مايو – فابيو باتشيكو لاعب كرة قدم برتغالي.[25]
- 26 مايو – لويس نيتو لاعب كرة قدم برتغالي.[26]
- 27 مايو – بيدرو سوسا لاعب كرة مضرب برتغالي.

### يونيو
- 2 يونيو – تشيسو فلوريس لاعب كرة قدم برتغالي.[27]
- 17 يونيو – هوغو سيكو لاعب كرة قدم برتغالي.[28]
- 25 يونيو – رافا سوزا لاعب كرة قدم برتغالي.[29]
- 30 يونيو – جواو مارتينز لاعب كرة قدم برتغالي.[30]

### يوليو
- 2 يوليو – روي بيدرو لاعب كرة قدم برتغالي.[31]
- 3 يوليو – فيليبي بينتو مغني برتغالي.
- 25 يوليو – هوغو فييرا لاعب كرة قدم برتغالي.[32]
- 29 يوليو – خورخي أرواخو لاعب كرة قدم برتغالي.[33]

### أغسطس
- 4 أغسطس – دانييل كاريسو لاعب كرة قدم برتغالي.[34]
- 17 أغسطس – جواو أوريليو لاعب كرة قدم برتغالي.[35]
- 17 أغسطس – لويس أوريليو لاعب كرة قدم برتغالي.[36]
- 31 أغسطس – بيدرو تيبا لاعب كرة قدم برتغالي.[37]

### سبتمبر
- 8 سبتمبر – ليكا لاعب كرة قدم برتغالي.[38]
- 13 سبتمبر – ريكاردو ماتشادو لاعب كرة قدم برتغالي.[39]
- 14 سبتمبر – دييغو سالوماو لاعب كرة قدم برتغالي.[40]
- 21 سبتمبر – فابيو غوميز لاعب كرة قدم برتغالي.
- 22 سبتمبر – إيفان سانتوس لاعب كرة قدم برتغالي.[41]

### نوفمبر
- 28 نوفمبر – روبرتو رودريغو لاعب كرة قدم برتغالي.[42]

### ديسمبر
- 17 ديسمبر – بورا لاعب كرة قدم برتغالي.[43]
- 22 ديسمبر – هوجو فيرمينو لاعب كرة قدم برتغالي.[44]

## وفيات

### مايو
- 21 مايو – فرنسيسكو ميغيل دوارتي (مواليد 1907) سياسي برتغالي.

### يونيو
- 16 يونيو – جواو هوغن (مواليد 1914) فنان برتغالي.

### يوليو
- 18 يوليو – جولي براغا سانتوس (مواليد 1924) ملحن برتغالي.[45]

### نوفمبر
- 30 نوفمبر – هنريكي ميدينا (مواليد 1901) رسام برتغالي.